# Oulad Hassoune
Oulad Hassoune (en àrab أولاد حسون, Ūlād Ḥassūn; en amazic ⵡⵍⴰⴷ ⵃⵙⵙⵓⵏ) és una comuna rural de la prefectura de Marràqueix, a la regió de Marràqueix-Safi, al Marroc. Segons el cens de 2014 tenia una població total de 23.475 persones.